# Mig Alley Ace
Mig Alley Ace est un jeu vidéo de simulation de vol de combat créé par Andy Hollis et publié par MicroProse en 1984 sur Atari 8-bit et Commodore 64. Le jeu se déroule dans les années 1950 pendant la guerre de Corée. Il met le joueur aux commandes d'un avion de chasse North American F-86 Sabre au cours de cinq missions qui peuvent être jouées dans quatre niveaux de difficulté. Il peut se jouer seul ou à deux en écran splitté. Dans ce cas, les deux joueurs peuvent s'affronter en duel ou jouer les missions du jeu en coopération,,,,.